# يوميات شبق
يوميات شبق (بالإسبانية: Diario de una ninfómana)‏ هو فيلم دراما إسباني من بطولة بيلين فابرا وليوناردو سباراغليا، صدر الفيلم في إسبانيا في 17 أكتوبر 2008.

## روابط خارجية
يوميات شبق على موقع IMDb (الإنجليزية)
- يوميات شبق على موقع روتن توميتوز (الإنجليزية)
- يوميات شبق على موقع نتفليكس (الإنجليزية)
- يوميات شبق على موقع ألو سيني (الفرنسية)
- يوميات شبق على موقع Turner Classic Movies (الإنجليزية)
- يوميات شبق على موقع أول موفي (الإنجليزية)
- يوميات شبق على موقع فيلمافينيتي (الإسبانية)
- يوميات شبق على موقع قاعدة بيانات الفيلم (الإنجليزية)
- يوميات شبق على موقع ليتربوكسد (الإنجليزية)
- يوميات شبق على موقع كينوبويسك (الروسية)